# Río Bzhebs
El río Bzhebs (en ruso: Бжебс) es un río de la república de Adiguesia, en Rusia, afluente por la derecha del río Sajrai, que vierte sus aguas en el Daj, que desemboca en el Bélaya, tributario del río Kubán.

## Curso
Nace 10 km al este de Novoprojladnoye (44°09′09″N 40°23′40″E / 44.15250, 40.39444). Tiene unos 8 km de longitud y desemboca en el Sajrai a la altura de la antedicha localidad (44°08′10″N 40°18′55″E / 44.13611, 40.31528).